# کوه کراکونی
کوه کراکونی (به لاتین: Mount Karakuni) یک کوه در ژاپن است که در کیریشیما، کاگوشیما واقع شده‌است. کوه کراکونی ۱٬۷۰۰ متر بالاتر از سطح دریا واقع شده‌است.